# Matchbox (brano musicale)
Matchbox è una canzone scritta da Carl Perkins, riadattamento in chiave rockabilly del brano Matchbox Blues di Blind Lemon Jefferson del 1927, e pubblicata dalla Sun Records l'11 febbraio 1957, dopo circa due mesi dalla sua registrazione, nel singolo a 45 giri Matchbox/Your True Love. Ha avuto molte cover, tra cui una dei Beatles.

## La canzone

### La versione di Carl Perkins
Nel 1956, negli studi di registrazione della Sun Records, dopo l'incisione di Your True Love, Buck Perkins, il padre di Carl, chiese al figlio di eseguire la canzone Match Box Blues, registrata per la prima volta alla fine degli anni venti da Blind Lemon Jefferson, e in seguito divenuta un classico del blues, ripresa da artisti come Leadbelly, B.B. King e dagli Shelton Brothers. Conoscendone solamente pochi versi, iniziò a improvvisare accompagnato da Jerry Lee Lewis al pianoforte. La canzone venne registrata il 4 dicembre dello stesso anno, dai due con Sam Phillips; poco dopo venne eseguita dal Million Dollar Quartet, formato da Perkins, Lewis, Elvis Presley e Johnny Cash.

### La versione dei Beatles

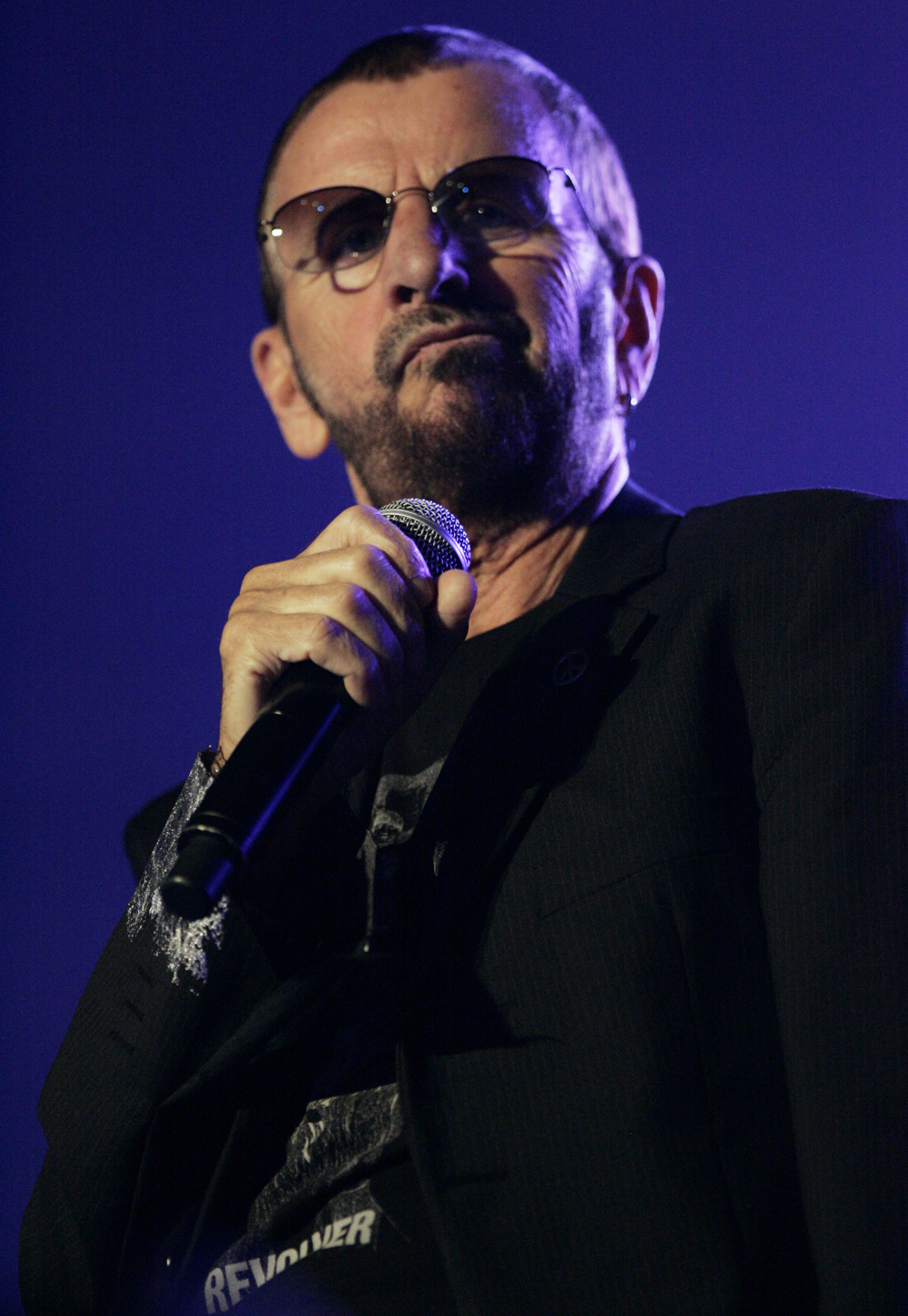
Ringo Starr, il cantante della versione dei Beatles, nel 2013

Matchbox era un pezzo originariamente eseguito con la voce solista di George Harrison. Con l'arrivo di Pete Best e per tutto il periodo di Amburgo, divenne uno fra i "numeri del batterista" – ovvero i pezzi riservati all'esecuzione vocale del batterista in qualità di vocalist – assieme a Boys e a Wild in the Country. Pete Best, nell'agosto del 1962, era stato rimpiazzato da Ringo Starr. Per il primo album dei Beatles, Please Please Me, era stata scelta Boys come pezzo del batterista, mentre per With The Beatles Starr aveva cantato I Wanna Be Your Man, una canzone originale di Lennon-McCartney.
Matchbox, già cantata da Ringo nel luglio del 1963 in uno show alla BBC, venne incisa in cinque nastri il 1º giugno 1964 per trovare posto nel futuro LP. Come i precedenti album, anche A Hard Day's Night era stato pianificato con alcune cover. John Lennon riuscì, in brevissimo tempo, a scrivere abbastanza canzoni per concludere un album, e così Matchbox, assieme a Long Tall Sally e a Slow Down, venne esclusa, rendendo A Hard Day's Night, assieme a Let It Be, l'unico album dei Beatles a non avere un pezzo cantato da Ringo.
I tre brani eliminati da A Hard Day's Night vennero pubblicati, assieme alla composizione originale I Call Your Name, poche settimane dopo, sull'EP Long Tall Sally. Fu il primo pezzo di Ringo ad apparire su un EP. In seguito comparve Act Naturally sull'EP Yesterday, Flying (cantato a quattro voci) su Magical Mystery Tour e Boys su Baby It's You.
La versione cantata alla BBC venne pubblicata sull'album Live at the BBC nel 1995. Ringo Starr spesso ha suonato Matchbox nei suoi concerti, pubblicandola ufficialmente nel 2019 in Live at Greek Theater (Ringo Starr and All Starr Band). Un singolo, con Slow Down come lato B, venne pubblicato negli USA e in Canada nel 1964. Negli USA arrivò alla diciannovesima posizione, mentre in Canada alla sesta.

#### Formazione

##### Versione in studio
- Ringo Starr: voce raddoppiata, batteria
- George Harrison: chitarra ritmica a 12 corde
- Paul McCartney: basso elettrico
- John Lennon: chitarra solista raddoppiata
- George Martin: pianoforte

##### Versione alla BBC
- Ringo Starr: voce, batteria
- George Harrison: chitarra ritmica
- Paul McCartney: basso elettrico
- John Lennon: chitarra solista

##### Versione di Amburgo
L'unica versione suonata ad Amburgo registrata è cantata da Lennon ed è presente sul bootleg Live! at the Star-Club in Hamburg, Germany; 1962.
- John Lennon: voce, chitarra solista
- Paul McCartney: basso elettrico
- George Harrison: chitarra ritmica
- Ringo Starr: batteria

### Versione dei Traveling Wilburys
I Traveling Wilburys hanno eseguito la canzone, assieme a Blue Suede Shoes, Honey Don't e Gone, Gone, Gone, dello stesso artista, all'inizio del 1987. Tutte le performance sono state registrate e filmate.